# Rogóźno (gemeente)
De gemeente Rogóźno is een landgemeente in het Poolse woiwodschap Koejavië-Pommeren, in powiat Grudziądzki.
De zetel van de gemeente is in Rogóźno.
Op 30 juni 2004 telde de gemeente 4076 inwoners.

## Oppervlakte gegevens
In 2002 bedroeg de totale oppervlakte van gemeente Rogóźno 115,74 km², waarvan:
- agrarisch gebied: 61%
- bossen: 32%

De gemeente beslaat 15,89% van de totale oppervlakte van de powiat.

## Demografie
Stand op 30 juni 2004:
| Omschrijving                   | Totaal | Totaal | Vrouwen | Vrouwen | Mannen | Mannen |
| ------------------------------ | ------ | ------ | ------- | ------- | ------ | ------ |
| eenheid                        | aantal | %      | aantal  | %       | aantal | %      |
| inwoners                       | 4076   | 100    | 1990    | 48,8    | 2086   | 51,2   |
| bevolkingsdichtheid (inw./km²) | 35,2   | 35,2   | 17,2    | 17,2    | 18     | 18     |

In 2002 bedroeg het gemiddelde inkomen per inwoner 1293 zł.

## Administratieve plaatsen (sołectwo)
Białochowo, Budy, Bukowiec, Gubiny, Kłódka, Rogóźno, Rogóźno-Zamek, Skurgwy, Szembruczek, Szembruk, Zarośle.

## Aangrenzende gemeenten
Gardeja, Grudziądz, Gruta, Łasin, Sadlinki